# Campionati nordici di lotta 1989
I campionati nordici di lotta 1989 si sono svolti a Ylivieska, in Finlandia. 

## Podi

### Lotta greco-romana
| Evento        | Oro               | Argento          | Bronzo            |
| Fino a 48 kg  | Thomas Joergensen | Veli Marttila    | ----              |
| Fino a 52 kg  | Vesa Maekiturja   | Per Nielsen      | Andres Oehlen     |
| Fino a 57 kg  | Pierre Dikanda    | Esa Murtoaro     | Ole Krogsgaard    |
| Fino a 62 kg  | Juha Virtanen     | Ronny Sigde      | Mats Olsson       |
| Fino a 68 kg  | Lars Lagerborg    | Jukka Loikas     | Morten Brekke     |
| Fino a 74 kg  | Tuomo Karila      | Peter Puls       | Martin Dalsbotten |
| Fino a 82 kg  | Timo Niemi        | Oerjan Jansson   | Knut Johansen     |
| Fino a 90 kg  | Harri Koskela     | Christer Gulldén | Harald Vikdal     |
| Fino a 100 kg | Keijo Manni       | Karl Erik Innala | ----              |
| Oltre 100 kg  | Tomas Johansson   | Juha Ahokas      | ----              |